# Melidora macrorrhina
El martín cazador ganchudo (Melidora macrorrhina) es una especie de ave coraciforme de la familia Halcyonidae endémica de Nueva Guinea e islas cercanas. Es la única especie del género Melidora.

## Distribución y hábitat
Está ampliamente distribuido por las selvas de tierras bajas de Nueva Guinea. Además se encuentra en algunas de las pequeñas islas circundantes como las islas Aru, Yapen, Waigeo y Misool.